# Nepalotretus martensi
Nepalotretus martensi är en mångfotingart som beskrevs av Sergei I. Golovatch 1987. Nepalotretus martensi ingår i släktet Nepalotretus och familjen Opisotretidae. Inga underarter finns listade i Catalogue of Life.